# Valdemar Sequeira
Valdemar Sequeira (Moimenta (Cinfães), 29 de abril de 1961) é um compositor e maestro português.

## Vida
Começou aos 11 anos de idade a tocar trompete na Banda Tarouquela, município de Cinfães. Na Banda de Música da Região Militar do Norte, tocou tuba. De 1983 a 1985, estudou música na academia militar. Foi maestro da Banda Filarmônica da Castanheira de Pêra.
É professor na Academia Música em Esposende.

## Obras
- 2005 Retalhos do Minho, rapsodia
- Bailar em Nespereira, rapsodia
- Cantares de Sempre, rapsodia
- Vamos à Romaria, rapsodia
- Noite Feliz quinteto sopro
- Manuel Sequeira, paso-doble

### Marchas
- 2005 Saudação a Cabrela
- 2006 Santa Cecilia
- 4º Aniversário - Rapidgás
- Armando Melo
- Casa da Música d'Antas
- Centenário da Filarmónica Ancianense
- Conselho Adm. da S.T.C.P.
- Eng. Antonio Mota
- Georgeta
- Homenagem a Jorge Antunes
- Noite de Luar
- Nossa Senhora do Monte
- Nossa Senhora das Vitórias
- Paixão dos Músicos d'Antas
- Prof. Manuel Casimiro
- Prof. Oliveira Marques
- São Bento
- Santa Catarina
- Presidente António Fernandes - 2008
- Santo António - 2008

### Pasodobles
- Paulo Silva
- Domingos Antunes
- Manuel Ramos
- Berço de músicos
- Zé do Castelo